# John Wilson (écrivain écossais)
Pour les articles homonymes, voir John Wilson et Wilson.
John Wilson (18 mai 1785 - 3 avril 1854) est un avocat, critique littéraire et auteur écossais, l'écrivain le plus souvent identifié avec le pseudonyme de Christopher North de Blackwood's Magazine.
Il est professeur de philosophie morale à l'Université d'Édimbourg de 1820 à 1851.

## Biographie

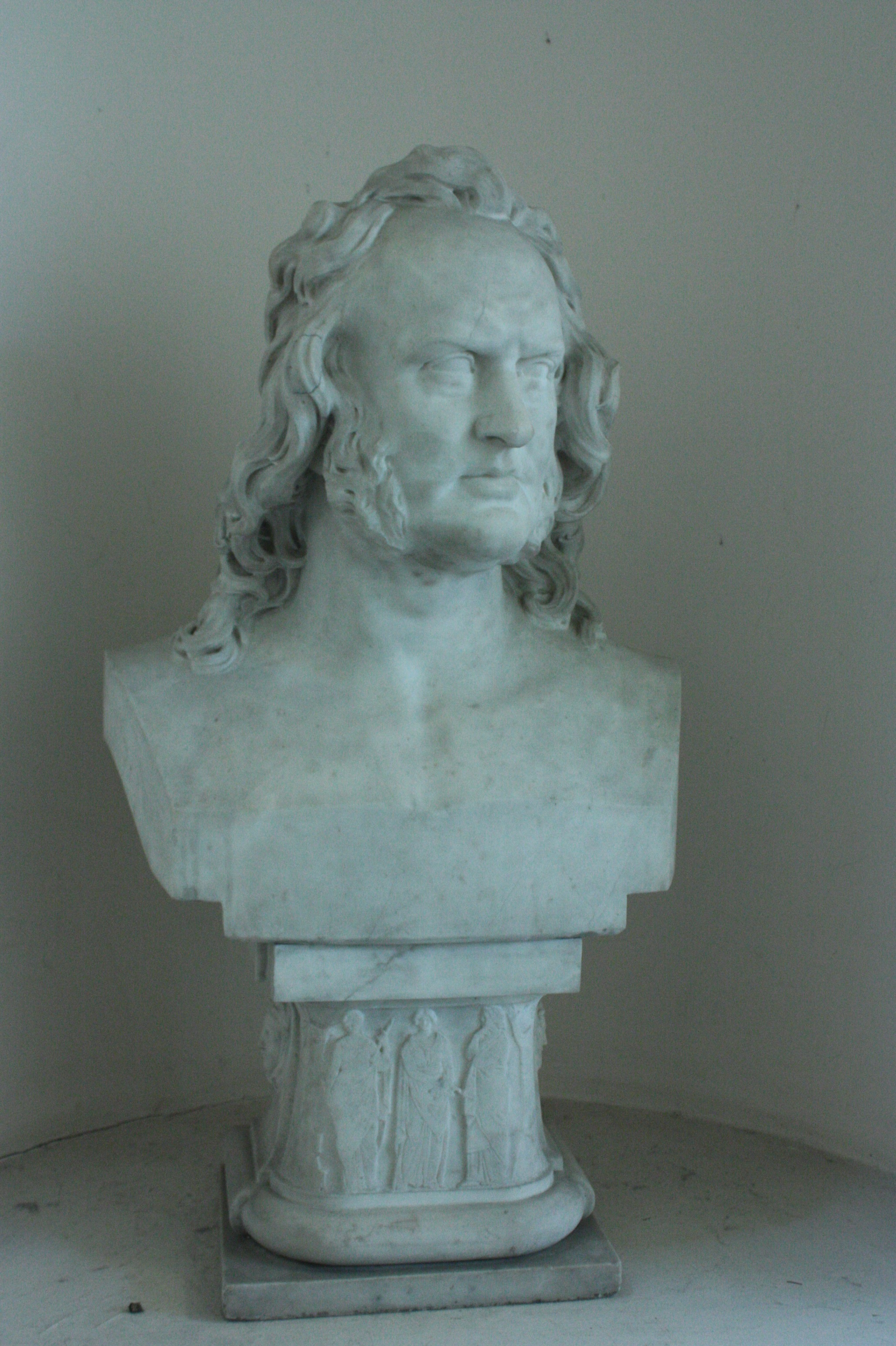
Professeur John Wilson par James Fillans

Wilson est né à Paisley, fils de John Wilson, un riche fabricant de gaze décédé en 1796, alors que John a 11 ans, et de sa femme Margaret Sym (1753–1825)  . Il est leur quatrième enfant et le fils aîné, ayant neuf sœurs et frères.
Il fait ses études à la Paisley Grammar School et entre à l'Université de Glasgow à l'âge de 12 ans (14 ans étant l'âge habituel à l'époque), et continue à suivre divers cours pendant six ans, principalement sous la direction du professeur George Jardine, avec la famille duquel il vit. Au cours de cette période, Wilson excelle dans le sport ainsi que dans les matières académiques et tombe amoureux de Margaret Fletcher, qui est l'objet de ses affections pendant plusieurs années . Son condisciple Alexander Blair devient un ami proche .
En 1803, Wilson est inscrit comme gentleman roturier au Magdalen College d'Oxford. Il s'inspire d'Oxford et dans une grande partie de ses travaux ultérieurs, notamment dans l'essai intitulé "Old North and Young North", exprime son amour pour elle. Cependant, son séjour à Oxford n'est pas tout à fait heureux. Bien qu'il ait obtenu un brillant diplôme de première classe, il ne s'est fait aucun ami proche au Magdalen College et peu à l'université. Il n'a pas non plus eu de chance en amour, car sa bien-aimée Margaret Fletcher s'est enfuie à New York avec son jeune frère Charles.
Wilson obtient son diplôme en 1807 et, à l'âge de 22 ans, il est son propre maître avec un bon revenu et aucun tuteur pour le contrôler. Il peut se consacrer à la gestion de son domaine sur Windermere appelé Elleray, depuis lié à son nom. Là, pendant quatre ans, il construit, navigue, lutte, tire, pêche, marche et s'amuse, en plus de composer ou de recueillir à partir de compositions précédentes un volume considérable de poèmes, publié en 1812 sous le titre The Isle of Palms. Pendant ce temps, il se lie également d'amitié avec les personnalités littéraires William Wordsworth, Samuel Taylor Coleridge, Robert Southey et Thomas de Quincey .

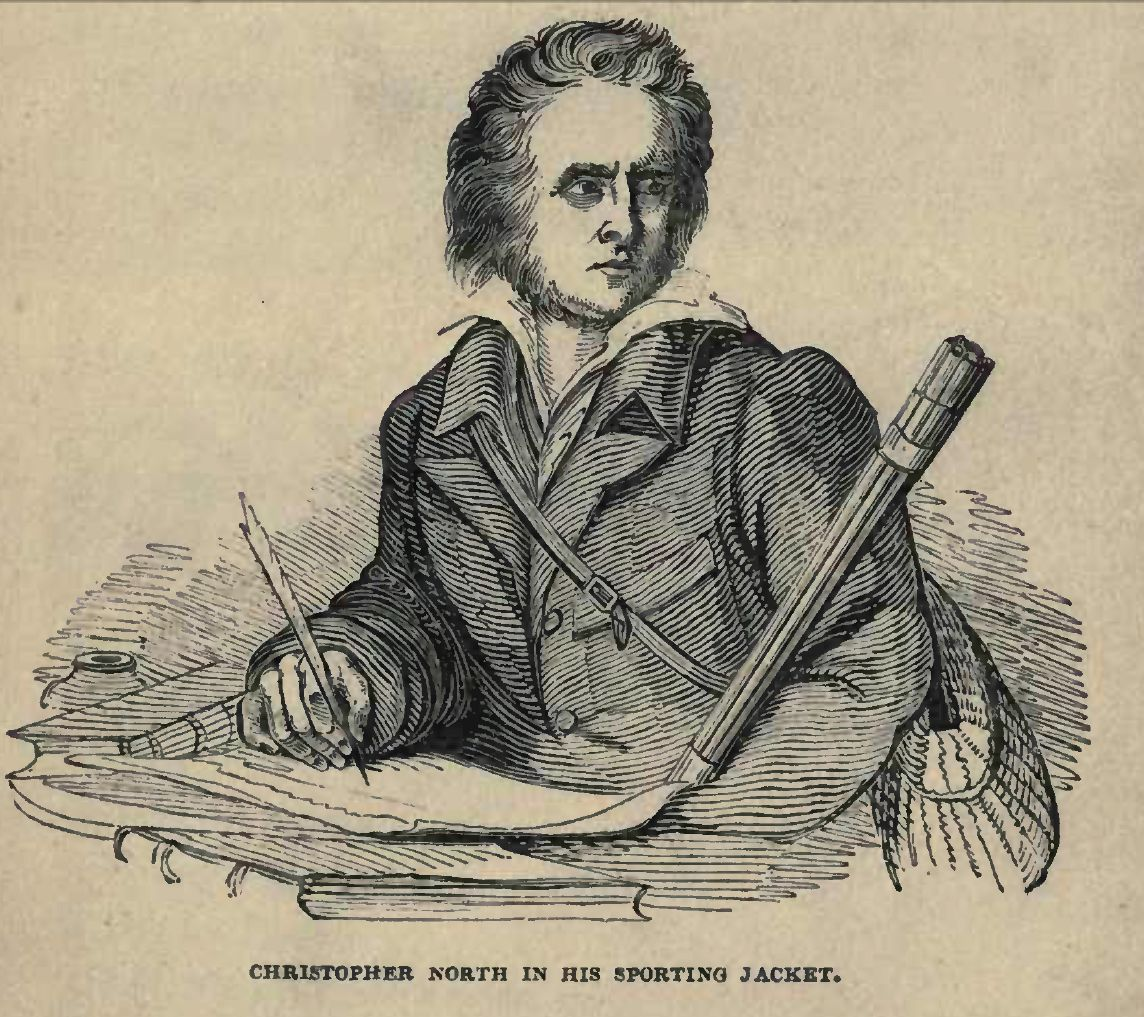
'Christopher North' dans sa veste de sport

En 1811, Wilson épouse Jane Penny d'Ambleside, fille du marchand de Liverpool James Penny, et ils sont heureux pendant quatre ans, jusqu'à l'événement qui fait de Wilson un ouvrier de lettres, et sans lequel il aurait probablement produit quelques volumes de vers et rien de plus. La majeure partie de sa fortune est perdue par la spéculation malhonnête d'un oncle, entre les mains de qui Wilson l'avait négligemment laissée. Sa mère possède une maison à Édimbourg, dans laquelle elle peut et veut recevoir son fils et sa famille ; il n'est pas forcé d'abandonner Elleray, bien qu'il ne puisse plus y vivre .

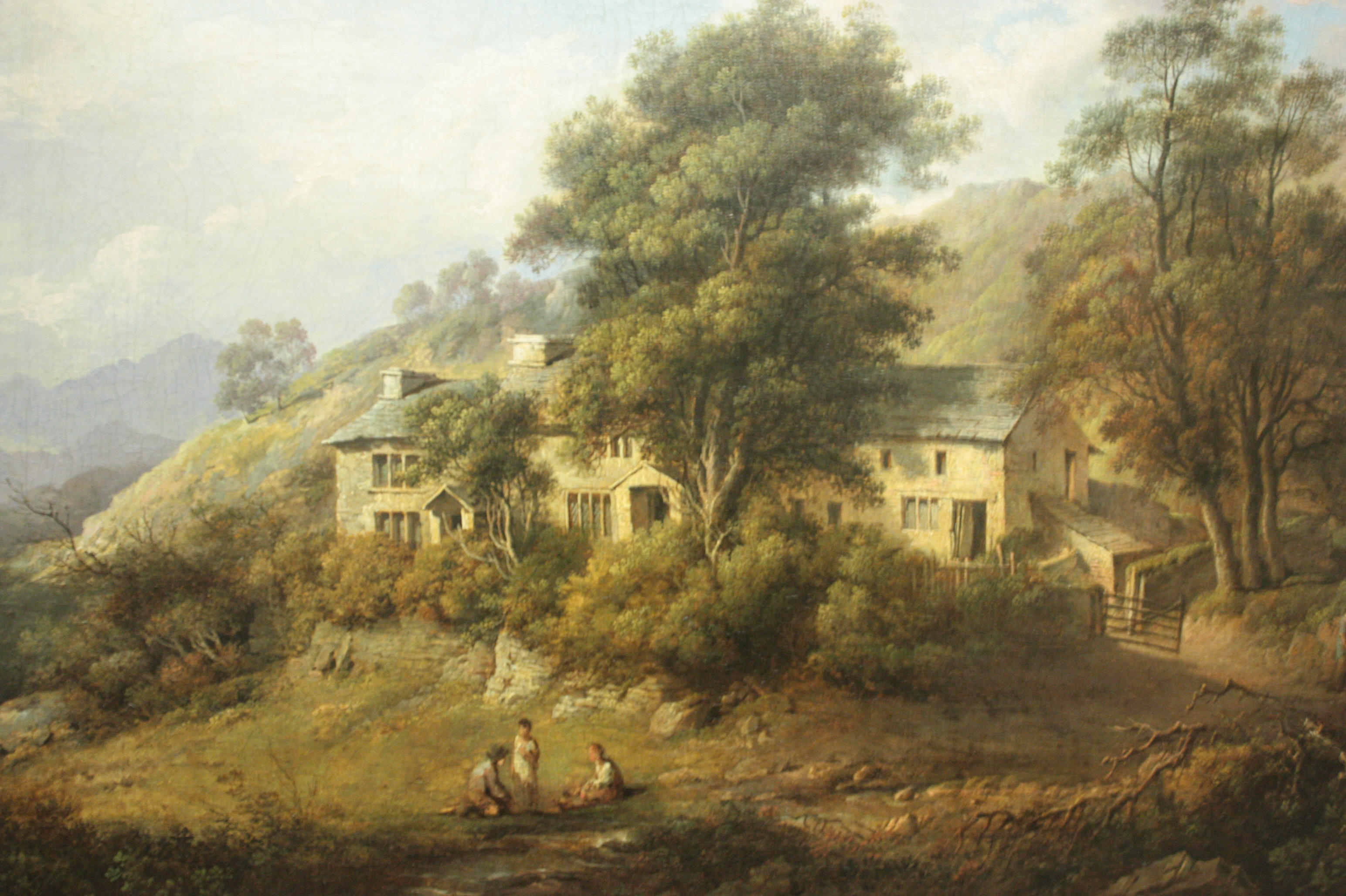
Maison de Wilson, Elleray peinte par Alexander Nasmyth 1808

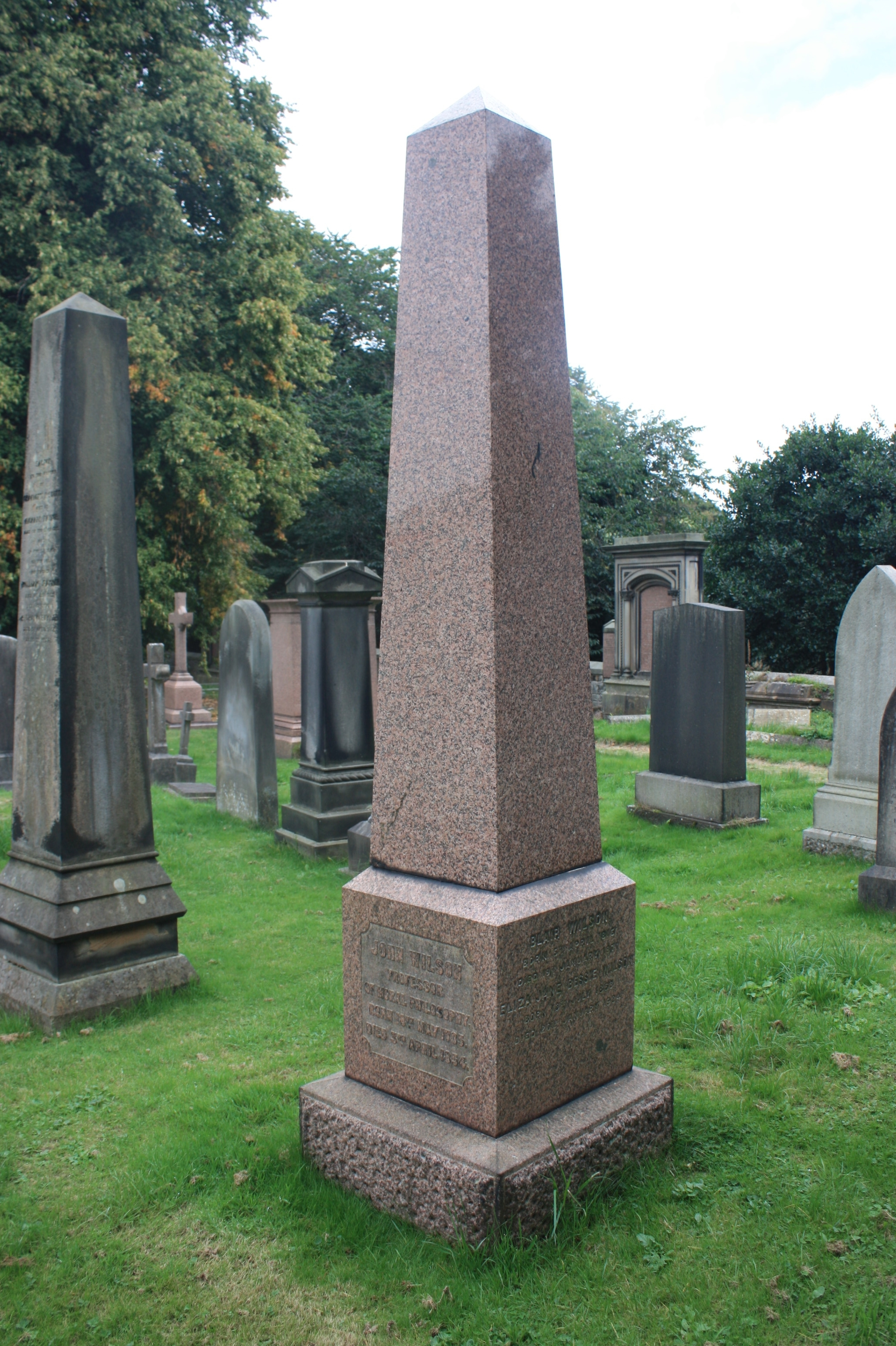
Tombe de John Wilson, cimetière Dean

Il étudie le droit et est élu à la Faculté des avocats en 1815, toujours avec de nombreux intérêts extérieurs, et en 1816 produit un deuxième volume de poèmes, La Cité de la Peste. En 1817, peu de temps après la fondation de Blackwood's Magazine, Wilson commence sa relation avec le mensuel Tory et en octobre 1817, il se joint à John Gibson Lockhart dans le numéro d'octobre pour préparer le MS de James Hogg, une satire appelée Chaldee Manuscript, sous la forme de parodie biblique, sur la rivale Edinburgh Review, son éditeur et ses collaborateurs. Il devient le rédacteur principal de Blackwood's, mais jamais son rédacteur en chef nominal, l'éditeur conservant la supervision même des contributions de Lockhart et de "Christopher North" .
En 1822 commence la série des Noctes Ambrosianae, après 1825 principalement l'œuvre de Wilson. Ce sont des discussions sous forme de tables rondes conviviales, avec des digressions variées de critiques, de descriptions et d'écritures diverses. "The Ettrick Shepherd", un portrait idéalisé de James Hogg, l'un des orateurs, est une création des plus délicieuses. Avant cela, Wilson contribue aux contes et croquis en prose de Blackwood, et aux romans, dont certains sont ensuite publiés séparément dans Lights and Shadows of Scottish Life (1822), The Trials of Margaret Lindsay (1823) et The Foresters (1825) ; plus tard paraissent des essais sur Edmund Spenser, Homère et toutes sortes de sujets et d'auteurs modernes  .

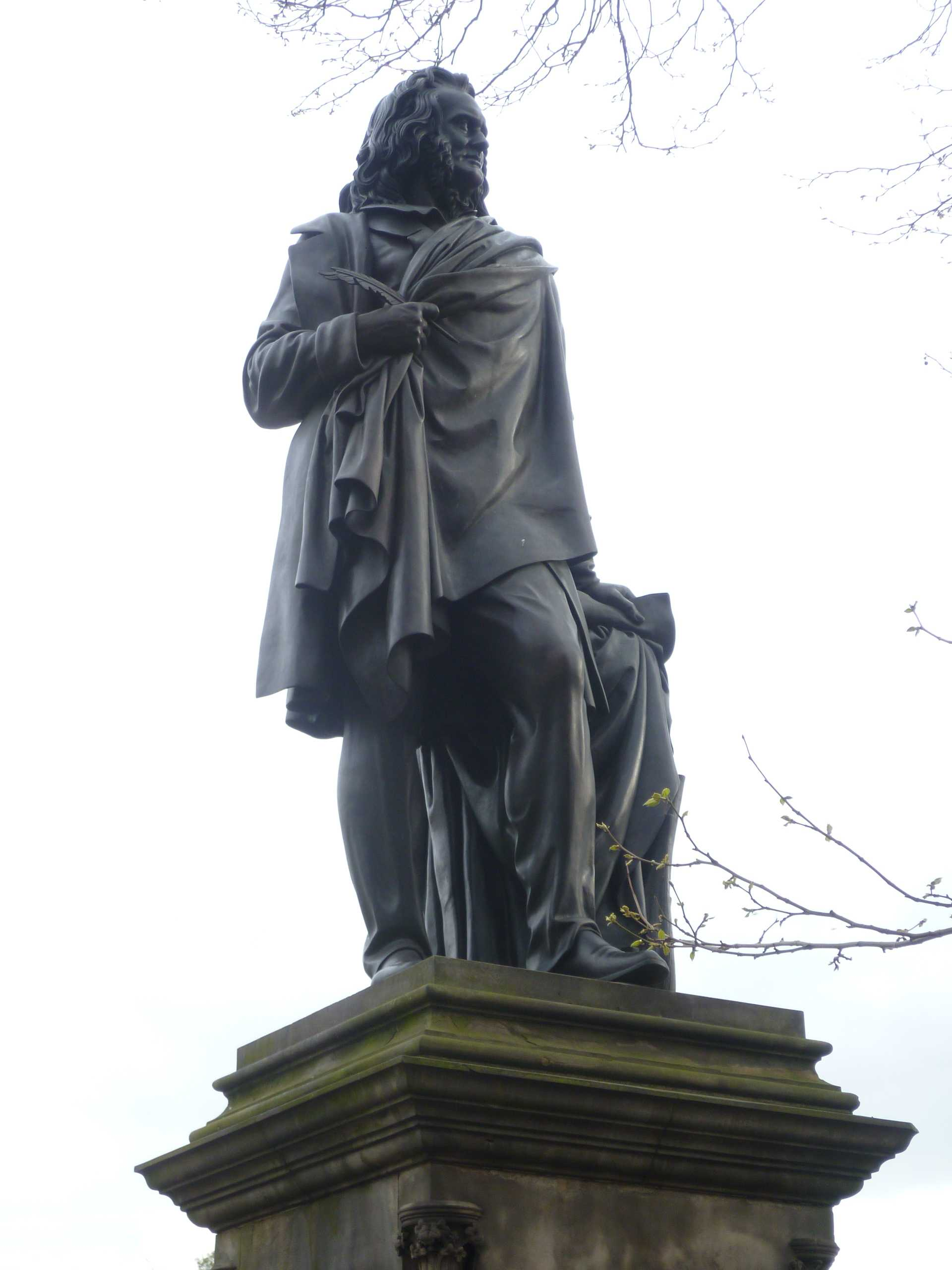
Statue de Jardins de Princes Street

Wilson quitte la maison de sa mère et s'établit (1819) à Ann Street, Édimbourg, avec sa femme et ses cinq enfants. Son élection à la chaire de philosophie morale de l'Université d'Édimbourg (1820) est inattendue, car l'homme le plus qualifié du Royaume-Uni, Sir William Hamilton, était également candidat. Mais l'affaire est devenue politique ; les conservateurs ont toujours la majorité au conseil municipal ; Wilson est puissamment soutenu par des amis, Walter Scott à leur tête ; et ses adversaires l'aident en s'attaquant à son caractère moral, qui n'est pas sujet à de justes reproches .
Wilson fait un excellent professeur, n'ayant peut-être jamais atteint de grandes connaissances scientifiques dans son sujet ou le pouvoir de l'exposer, mais agissant génération après génération sur les étudiants avec une force stimulante qui est bien plus précieuse que la connaissance la plus exhaustive d'un sujet particulier .
Ses fonctions lui laissent beaucoup de temps pour le travail de magazine et pendant de nombreuses années, ses contributions à Blackwood sont volumineuses, en un an (1834) s'élevant à plus de 50 articles distincts. La plupart des meilleurs et des plus connus d'entre eux paraissent entre 1825 et 1835 . En 1844, il publie The Genius, and Character of Burns.
Au cours de ses 30 dernières années, il passe son temps entre Édimbourg et Elleray, avec des excursions et des résidences d'été ailleurs, une sortie en mer à bord de l'escadron expérimental dans la Manche durant l'été 1832. La mort de sa femme en 1837 est un coup dur pour lui, d'autant plus qu'elle suit dans les trois ans son ami Blackwood .

## Mort et héritage
Wilson meurt chez lui au 6 Gloucester Place à Édimbourg le 3 avril 1854 à la suite d'un accident vasculaire cérébral.
Il est enterré du côté sud du cimetière Dean le 7 avril. Un grand obélisque de granit rouge est érigé sur sa tombe.
En 1865, une statue de Sir John Steell est érigée à sa mémoire dans les Princes Street Gardens. La figure de bronze se dresse sur un piédestal en pierre substantiel et est située entre la Royal Scottish Academy et le Scott Monument.
Une scène de sa pièce "La cité de la peste" est adaptée par Alexandre Pouchkine en " Le Festin en temps de peste " et fait l'objet de plusieurs adaptations, dont des opéras et un téléfilm " Petites tragédies " (avec Ivan Lapikov comme Le Prêtre).

## Famille
Son frère James Wilson (1795–1856) est connu comme zoologiste .
Le 11 mai 1811, Wilson épouse Jane Penny, la fille de James Penny, un marchand de Liverpool. Elle est décrite comme "la principale belle du pays des lacs". Ils ont cinq enfants, trois filles et deux fils :
- Margaret Anne, épouse le professeur James Frederick Ferrier [8] ;
- Mary, sa biographe, épouse John Thomson Gordon FRSE (1813-1865), shérif de Midlothian et fils du Dr John Gordon [8] [9] ;
- Jane Emily, mariée à William Edmondstoune Aytoun [8] ;
- John, membre du clergé de l'Église d'Angleterre ;
- Blair, pendant un temps secrétaire de l'université d'Edimbourg [8].

Il est cousin du très révérend Matthew Leishman (en) et ils vivent côte à côte pendant leur enfance à Paisley . Wilson était aussi l'arrière-arrière-arrière-oncle de Ludovic Kennedy.
Ses publications comprennent les Travaux de John Wilson, édités par PJ Ferrier (12 volumes, Édimbourg, 1855-1859) ; les Noctes Ambrosianœ, éditées par RS Mackenzie (cinq volumes, New York, 1854) ; un Mémoire de sa fille, MW Gordon (deux volumes, Édimbourg, 1862) ; et pour une bonne estimation, G. Saintsbury, dans Essays in English Literature (Londres, 1890) ; et CT Winchester, « John Wilson », dans Group of English Essayists of the Early Nineteenth Century (New York, 1910). 